# Lauri Siering
Laura Gail "Lauri" Siering, född 23 februari 1957 i Pomona i Kalifornien, är en amerikansk före detta simmare.
Siering blev olympisk silvermedaljör på 4 x 100 meter medley vid sommarspelen 1976 i Montréal.